# 康普顿环形山
康普顿环形山（Compton）是位于月球背面北半部一座古老的大撞击坑，约形成于早雨海世，其名称取自美国二位物理学家阿瑟·霍利·康普顿（1892年-1962年）和卡尔·泰勒·康普顿（1887年-1954年），1970年被国际天文学联合会正式批准接受。

## 描述

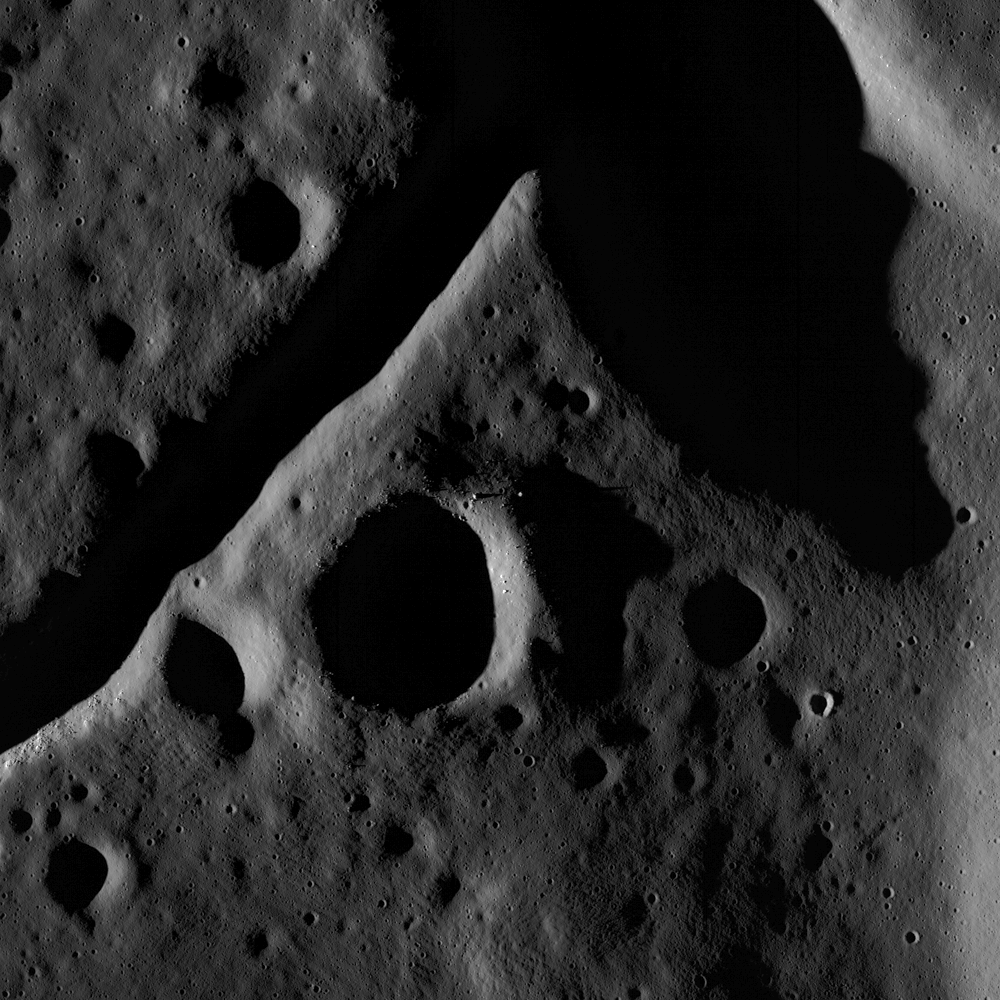
康普顿环形山坑内的中央峰和月溪。月球勘测轨道飞行器拍摄，图像宽度1720米。

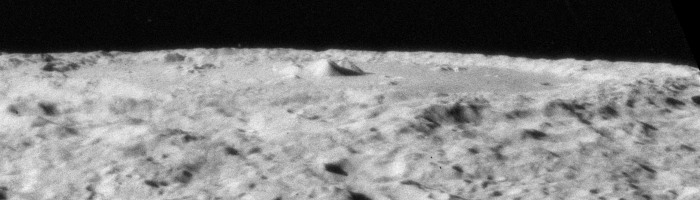
阿波罗16号拍摄的斜视图

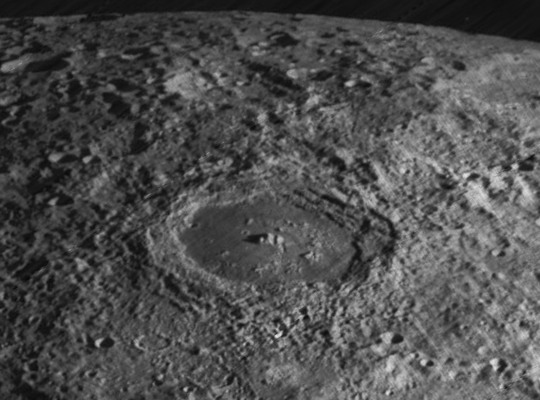
月球轨道器4号显示的周边区域图

该陨坑西北毗邻别利科维奇环形山、北面坐落了较小的杜根环形山、而东南则是已严重损毁的斯旺陨石坑，康普顿环形山的西面濒临洪堡海。该陨坑中心月面坐标为55°52′N 104°03′E / 55.86°N 104.05°E，直径164.63公里，深度约3.003公里。
康普顿环形山外观大体圆状，因存续时间长而损毁严重。该陨坑外侧壁崎岖、宽厚，但环坑沿各处厚度变化较大；部分内侧坡仍保留有阶地状结构残迹，并沿内壁构成了一些宽阔的凸崖。该环形山坑壁北侧高出周边地形1300米，而南侧则高出4100米。坑底表面已被熔岩重塑，反照率明显低于周边地形，使得地表颜色显得更暗。坑底中心矗立着一座高约2700米的中央峰，在它的西侧一连串相距不一，嶙峋参差的山丘穿出熔岩覆盖的表面，环绕中央峰形成一道直径约为坑底一半的半月环。山丘环内，主要集中在西北部，绵延着一系列纤细的沟系，沿月溪区分布有四处直径约6-12公里的黑火山碎屑堆。除靠东侧内壁坐落了一座小型碗状坑外，坑底表面只散布有少量细小的坑穴。

## 卫星陨石坑
按照惯例，最靠近康普顿环形山的卫星坑在月图上以字母标注在该坑中心点的旁边。

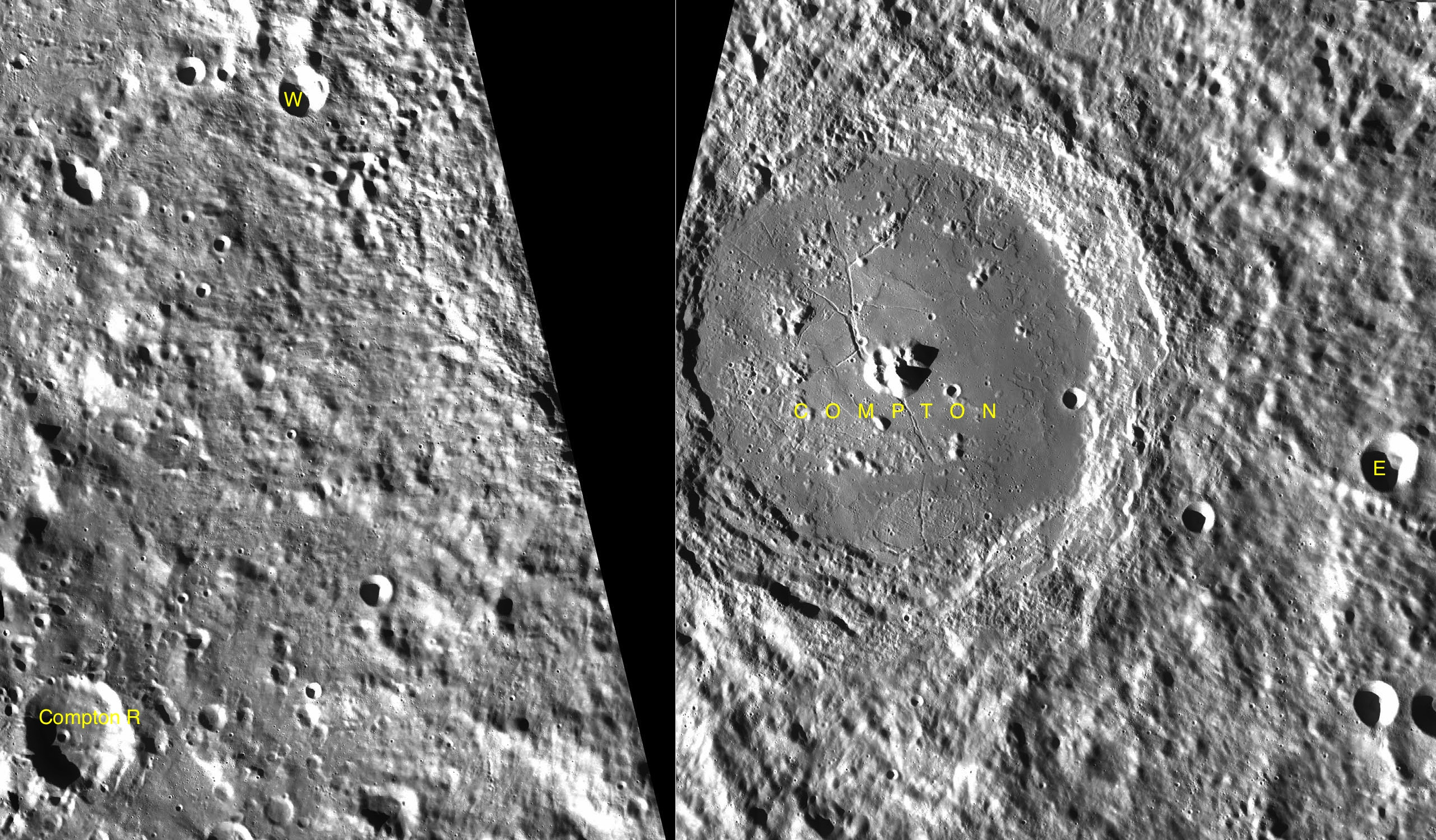
LAC-15和LAC-16拼接图

| 康普顿 | 纬度     | 经度      | 直径      |
| ------ | -------- | --------- | --------- |
| E      | 55.37° N | 113.24° E | 17.75公里 |
| R      | 52.52° N | 91.06° E  | 34.37公里 |
| W      | 58.58° N | 96.60° E  | 15.38公里 |

- 卫星坑康普顿 R约形成于酒海纪[1]。